# Родия (дем Гревена)
Родия или Радовище (на гръцки: Ροδιά, до 1927 година: Ραδοβίστι, Радовисти) е село в Република Гърция, дем Гревена на област Западна Македония.

## География
Селото е разположено на 880 m надморска височина, на около 15 km северозападно от град Гревена.

## История

### Етимология
Според академик Иван Дуриданов етимологията на името е първоначален патроним на -ишти < -itji, който произхожда от личното име *Радовит от *Радовид. Името е възникнало след отпадане на краесловните ерове, когато д в краесловна позиция е заменена с т. Според него името е свидетелство, че селото е основано от българи.

### В Османската империя
В края на ХІХ век Радовище е гръцко християнско село в северната част на Гребенската каза на Османската империя. В парка Ай Яни край селото има две църкви от ХІХ век – „Свети Атанасий“ и „Света Параскева“.
Според статистиката на Васил Кънчов през 1900 в Радовище има 208 гърци.
На Етнографската карта на Битолския вилает на Картографския институт в София от 1901 година Радунища е чисто гръцко село в Гревенската каза на Серфидженския санджак с 65 къщи, а Радовища е чисто гръцко село с 36 къщи.
Според статистика на Серфидженския санджак на гръцкото консулство в Еласона от 1904 година в Радовисти (Ραντοβίστι), Гревенска каза, живеят 360 гърци елинофони християни.

### В Гърция
През Балканската война в 1912 година в селото влизат гръцки части и след Междусъюзническата в 1913 година Радовище влиза в състава на Кралство Гърция.
През 1927 година името на селото е сменено на Родия.
Селският събор се провежда на Голяма Богородица (15 август), когато е храмовият празник на църквата „Успение Богородично“.
Населението произвежда жито, тютюн и други земеделски култури, като частично се занимава и със скотовъдство.
| Име     | Име      | Ново име | Ново име | Описание        |
| ------- | -------- | -------- | -------- | --------------- |
| Вулизма | Βουλίγμα | Кедра    | Κέδρα    | връх С от Родия |

| Година    | 1913 | 1920 | 1928 | 1940 | 1951 | 1961 | 1971 | 1981 | 1991 | 2001 | 2011 | 2021 |
| --------- | ---- | ---- | ---- | ---- | ---- | ---- | ---- | ---- | ---- | ---- | ---- | ---- |
| Население | 500  | 477  | 502  | 595  | 598  | 609  | 385  | 383  | 359  | 383  | 252  | 151  |

## Личности
Родени в Родия
- Тасос Крикелис (1937 – 2013), гръцки политик